# Virbia tenuimargo
Virbia tenuimargo är en fjärilsart som beskrevs av Rothschild 1922. Virbia tenuimargo ingår i släktet Virbia och familjen björnspinnare. Inga underarter finns listade i Catalogue of Life.